# 托尔托利
托尔托利（義大利語：Tortolì），是意大利撒丁大区努奥罗省的一个市镇。总面积39.97平方公里，人口10749人，人口密度268.9人/平方公里（2009年）。ISTAT代码为105018。